# Ria de Korte
Maria Christina (Ria) de Korte (Baambrugge, 28 januari 1959) is een Nederlands politica namens Nieuw Sociaal Contract (NSC). Sinds 17 december 2024 is ze lid van de Tweede Kamer.

## Loopbaan
De Korte heeft een achtergrond in de verpleegkunde. Ze was lang werkzaam als verpleegkundige en was docent aan de opleiding verpleegkunde aan het UMC Utrecht (1997-2013) en aan de Hogeschool van Amsterdam (2015-2023). Daar was ze tevens onderzoeker. Ze promoveerde in september 2014 aan de Vrije Universiteit op een proefschrift over palliatieve zorg.
Vanaf maart 2014 was De Korte namens het Christen-Democratisch Appel (CDA) gemeenteraadslid van de gemeente De Ronde Venen. Voor het CDA stond ze op de kandidatenlijst voor de Tweede Kamerverkiezingen 2017. Voor de zomer van 2022 brak ze met het CDA en ging met een partijgenote als de lokale partij Lokaal en Fair (LEFdrv) verder in De Ronde Venen.
In 2023 sloot zij zich aan bij NSC en stond op plaats 28 van de kandidatenlijst voor de Tweede Kamerverkiezingen 2023. Op 17 december 2024 werd De Korte geïnstalleerd als lid van de Tweede Kamer in de vacature die ontstond na de toetreding van Sandra Palmen als staatssecretaris in het kabinet-Schoof.
Diederik Boomsma · Faith Bruyning · Olger van Dijk · Annemarie Heite · Harm Holman · Folkert Idsinga · Daniëlle Jansen · Agnes Joseph · Isa Kahraman · Willem Koops · Ria de Korte · Pieter Omtzigt · Wytske Postma · Ilse Saris · Jesse Six Dijkstra · Aant Jelle Soepboer · Nicolien van Vroonhoven · Sander van Waveren · Merlien Welzijn · Natascha Wingelaar
- Parlement.com: vm7rczdbtuql